# Sousceyrac-en-Quercy
Ne doit pas être confondu avec Soucirac.
Sousceyrac-en-Quercy est, depuis le 1er janvier 2016, une commune nouvelle française située dans le département du Lot en région Occitanie.
Elle est issue du regroupement des cinq communes de Sousceyrac, Calviac, Comiac, Lacam-d'Ourcet et Lamativie.

## Géographie

### Localisation
Commune située dans le Quercy sur les anciennes routes nationales : route nationale 653 et route nationale 673.

### Communes limitrophes
La commune est limitrophe des départements de la Corrèze et du Cantal.
Les communes limitrophes sont Saint-Saury, Cornac, Frayssinhes, Labastide-du-Haut-Mont, Latouille-Lentillac, Sénaillac-Latronquière, Teyssieu, Gorses, Camps-Saint-Mathurin-Léobazel, Siran, Saint-Julien-le-Pèlerin et Laval-de-Cère.
| Laval-de-Cère                               | Camps-Saint-Mathurin-Léobazel Saint-Julien-le-Pèlerin (Corrèze) | Siran (Cantal)                                |
| Cornac Teyssieu                             | Sousceyrac-en-Quercy                                            | Saint-Saury (Cantal)                          |
| Latouille-Lentillac Frayssinhes (sur 100 m) | Gorses                                                          | Labastide-du-Haut-Mont Sénaillac-Latronquière |

### Hydrographie
Bordée au nord par la Cère, la commune est arrosée par le Mamoul, le Cayla et le ruisseau d'Escalmels.

### Climat
Pour des articles plus généraux, voir Climat de l'Occitanie et Climat du Lot.
En 2010, le climat de la commune est de type climat océanique altéré, selon une étude s'appuyant sur une série de données couvrant la période 1971-2000. En 2020, Météo-France publie une typologie des climats de la France métropolitaine dans laquelle la commune est exposée à un climat de montagne ou de marges de montagne et est dans la région climatique Ouest et nord-ouest du Massif Central, caractérisée par une pluviométrie annuelle de 900 à 1 500 mm, maximale en automne et en hiver.
Pour la période 1971-2000, la température annuelle moyenne est de 10,6 °C, avec une amplitude thermique annuelle de 15,1 °C. Le cumul annuel moyen de précipitations est de 1 345 mm, avec 12,9 jours de précipitations en janvier et 7,7 jours en juillet. Pour la période 1991-2020, la température moyenne annuelle observée sur la station météorologique installée sur la commune est de 11,4 °C et le cumul annuel moyen de précipitations est de 1 505,1 mm,. Pour l'avenir, les paramètres climatiques de la commune estimés pour 2050 selon différents scénarios d’émission de gaz à effet de serre sont consultables sur un site dédié publié par Météo-France en novembre 2022.
| Mois                                  | jan.           | fév.           | mars             | avril         | mai           | juin            | jui.          | août           | sep.            | oct.          | nov.            | déc.            | année     |
| ------------------------------------- | -------------- | -------------- | ---------------- | ------------- | ------------- | --------------- | ------------- | -------------- | --------------- | ------------- | --------------- | --------------- | --------- |
| Température minimale moyenne (°C)     | 0,5            | 0              | 2,3              | 4,5           | 7,8           | 11,2            | 12,9          | 12,9           | 9,6             | 7,6           | 3,5             | 1,2             | 6,2       |
| Température moyenne (°C)              | 4,1            | 4,5            | 7,6              | 10,1          | 13,8          | 17,4            | 19,4          | 19,5           | 15,8            | 12,4          | 7,5             | 4,9             | 11,4      |
| Température maximale moyenne (°C)     | 7,8            | 9              | 12,8             | 15,7          | 19,7          | 23,6            | 26            | 26,1           | 22              | 17,2          | 11,4            | 8,7             | 16,7      |
| Record de froid (°C) date du record   | −22 16.01.1985 | −17 10.02.1986 | −16,6 07.03.1971 | −7 12.04.1986 | −3 11.05.1985 | −0,6 05.06.1976 | 2 18.07.1970  | 1,8 28.08.1974 | −1,8 27.09.1972 | −6,5 25.10.03 | −11 27.11.1985  | −16 11.12.1967  | −22 1985  |
| Record de chaleur (°C) date du record | 19,5 29.01.02  | 23,4 27.02.19  | 25 15.03.12      | 29,5 14.04.15 | 31,3 11.05.12 | 39,5 27.06.19   | 38,1 24.07.19 | 40,5 05.08.03  | 34 03.09.05     | 28,5 02.10.11 | 24,5 20.11.1994 | 20,5 29.12.1983 | 40,5 2003 |
| Précipitations (mm)                   | 139,1          | 116,3          | 120,1            | 138,9         | 137,3         | 108,1           | 88            | 91,2           | 118,3           | 128,5         | 156,8           | 162,5           | 1 505,1   |

## Urbanisme

### Typologie
Au 1er janvier 2024, Sousceyrac-en-Quercy est catégorisée commune rurale à habitat très dispersé, selon la nouvelle grille communale de densité à sept niveaux définie par l'Insee en 2022.
Elle est située hors unité urbaine. Par ailleurs la commune fait partie de l'aire d'attraction de Biars-sur-Cère - Saint-Céré, dont elle est une commune de la couronne,. Cette aire, qui regroupe 49 communes, est catégorisée dans les aires de moins de 50 000 habitants,.

### Risques majeurs
Le territoire de la commune de Sousceyrac-en-Quercy est vulnérable à différents aléas naturels : météorologiques (tempête, orage, neige, grand froid, canicule ou sécheresse), inondations, feux de forêts, mouvements de terrains et séisme (sismicité très faible). Il est également exposé à deux risques technologiques,  le transport de matières dangereuses et la rupture d'un barrage, et à un risque particulier : le risque de radon. Un site publié par le BRGM permet d'évaluer simplement et rapidement les risques d'un bien localisé soit par son adresse soit par le numéro de sa parcelle.

#### Risques naturels
Certaines parties du territoire communal sont susceptibles d’être affectées par le risque d’inondation par débordement de cours d'eau, notamment la Cère, le ruisseau d'Escalmels, le ruisseau de la Ressègue, le Mamoul, le Tolerme et le Cayla. La cartographie des zones inondables en ex-Midi-Pyrénées réalisée dans le cadre du XIe Contrat de plan État-région, visant à informer les citoyens et les décideurs sur le risque d’inondation, est accessible sur le site de la DREAL Occitanie. La commune a été reconnue en état de catastrophe naturelle au titre des dommages causés par les inondations et coulées de boue survenues en 1982, 1988 et 1999,.
Sousceyrac-en-Quercy est exposée au risque de feu de forêt. Un plan départemental de protection des forêts contre les incendies a été approuvé par arrêté préfectoral le 30 novembre 2015 pour la période 2015-2025. Les propriétaires doivent ainsi couper les broussailles, les arbustes et les branches basses sur une profondeur de 50 mètres, aux abords des constructions, chantiers, travaux et installations de toute nature, situées à moins de 200 mètres de terrains en nature
de bois, forêts, plantations, reboisements, landes ou friches. Le brûlage des déchets issus de l’entretien des parcs et jardins des ménages et des collectivités est interdit. L’écobuage est également interdit, ainsi que les feux de type méchouis et barbecues, à l’exception de ceux prévus dans des installations fixes (non situées sous couvert d'arbres) constituant une dépendance d'habitation.

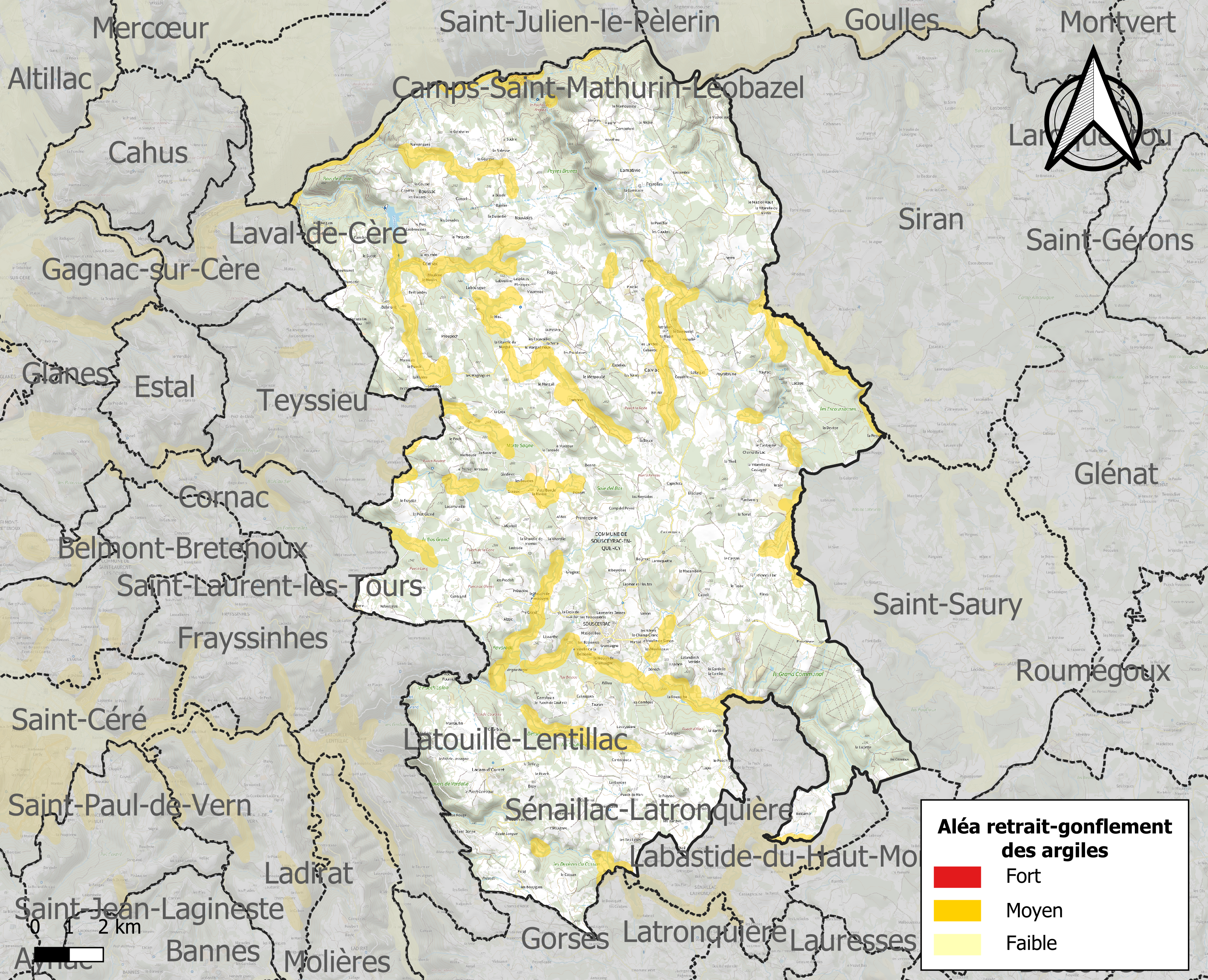
Carte des zones d'aléa retrait-gonflement des sols argileux de Sousceyrac-en-Quercy.

Les mouvements de terrains susceptibles de se produire sur la commune sont des éboulements, chutes de pierres et de blocs et des glissements de terrain.
Le retrait-gonflement des sols argileux est susceptible d'engendrer des dommages importants aux bâtiments en cas d’alternance de périodes de sécheresse et de pluie. 11,1 % de la superficie communale est en aléa moyen ou fort (67,7 % au niveau départemental et 48,5 % au niveau national). Sur les 988 bâtiments dénombrés sur la commune en 2019, 88 sont en aléa moyen ou fort, soit 9 %, à comparer aux 72 % au niveau départemental et 54 % au niveau national. Une cartographie de l'exposition du territoire national au retrait gonflement des sols argileux est disponible sur le site du BRGM,.
Par ailleurs, afin de mieux appréhender le risque d’affaissement de terrain, l'inventaire national des cavités souterraines permet de localiser celles situées sur la commune.
Concernant les mouvements de terrains, la commune a été reconnue en état de catastrophe naturelle au titre des dommages causés par des mouvements de terrain en 1999.

#### Risques technologiques
Le risque de transport de matières dangereuses sur la commune est lié à sa traversée par une infrastructure ferroviaire. Un accident se produisant sur une telle infrastructure est susceptible d’avoir des effets graves sur les biens, les personnes ou l'environnement, selon la nature du matériau transporté. Des dispositions d’urbanisme peuvent être préconisées en conséquence.
La commune est en outre située en aval du barrage de Saint-Étienne-Cantalès, un ouvrage de classe A disposant d'une retenue de 133 millions de mètres cubes. À ce titre elle est susceptible d’être touchée par l’onde de submersion consécutive à la rupture de cet ouvrage.

#### Risque particulier
Dans plusieurs parties du territoire national, le radon, accumulé dans certains logements ou autres locaux, peut constituer une source significative d’exposition de la population aux rayonnements ionisants. Certaines communes du département sont concernées par le risque radon à un niveau plus ou moins élevé. Selon la classification de 2018, la commune de Sousceyrac-en-Quercy est classée en zone 3, à savoir zone à potentiel radon significatif.

## Toponymie
- Voir Sousceyrac.

## Histoire
Il convient de se reporter aux articles consacrés aux anciennes communes fusionnées.

## Politique et administration

### Liste des maires
| Période        | Période  | Identité        | Étiquette | Qualité |
| -------------- | -------- | --------------- | --------- | ------- |
| 6 janvier 2016 | En cours | Francis Laborie |           |         |

### Communes déléguées
La commune nouvelle est formée par la réunion de 5 anciennes communes :
| Nom                | Code Insee | Intercommunalité         | Superficie (km2) | Population (dernière pop. légale) | Densité (hab./km2) |
| ------------------ | ---------- | ------------------------ | ---------------- | --------------------------------- | ------------------ |
| Sousceyrac (siège) | 46311      | CC du Pays de Sousceyrac | 57,64            | 878 (2013)                        | 15                 |
| Calviac            | 46048      | CC du Pays de Sousceyrac | 26,49            | 145 (2013)                        | 5,5                |
| Comiac             | 46071      | CC du Pays de Sousceyrac | 29,27            | 222 (2013)                        | 7,6                |
| Lacam-d'Ourcet     | 46141      | CC du Pays de Sousceyrac | 14,08            | 112 (2013)                        | 8                  |
| Lamativie          | 46150      | CC du Pays de Sousceyrac | 12,82            | 58 (2013)                         | 4,5                |

## Population et société

### Jumelage
Niederschaeffolsheim (France)

### Démographie
L'évolution du nombre d'habitants est connue à travers les recensements de la population effectués dans la commune depuis sa création.

En 2022, la commune comptait 1 335 habitants, en évolution de −1,84 % par rapport à 2016 (Lot : +1,31 %, France hors Mayotte : +2,11 %).
| 2014  | 2019  | 2022  |
| ----- | ----- | ----- |
| 1 397 | 1 331 | 1 335 |

## Économie
Il convient de se reporter aux articles consacrés aux anciennes communes fusionnées.

## Culture locale et patrimoine
Il convient de se reporter aux articles consacrés aux anciennes communes fusionnées.

### Patrimoine religieux
- Église Saint-Martin de Sousceyrac.
- Église Saint-Jean-Baptiste de Comiac. L'édifice est référencé dans la base Mérimée et à l'Inventaire général de la région Occitanie[27].
- Église Saint-Étienne de Calviac. L'édifice est référencé dans la base Mérimée et à l'Inventaire général de la région Occitanie[28].
- Église Saint-Julien de Lamativie.
- Chapelle Sainte-Angèle du couvent des Ursulines de Sousceyrac-en-Quercy.
- Église de l'Assomption de Lacam-d'Ourcet.
- Église Sainte-Luce de Pontverny. L'église est dédiée à sainte Lucie (Luce)[29]. L'édifice est référencé dans la base Mérimée et à l'Inventaire général de la région Occitanie[30].